# هتل ابی کورت
هتل ابی کورت (به انگلیسی: Abbey Court Hotel) یک هتل در ناحیهٔ ناتینگ هیل شهر لندن انگلستان است که در سال ۱۸۳۰ تکمیل شد و به بهره‌برداری رسید. این هتل با ۲۲ اتاق از هتل‌های قدیمی شهر لندن است. این هتل دارای دستشویی‌هایی با سنگ مرمر ایتالیایی است.